# Murarz
Murarz (Paleta) és un curtmetratge documental polonès produït el 1973 dirigit per Krzysztof Kieślowski. L'autor de la fotografia va ser Witold Stok.

## Argument
El document és la constància d'una extensa declaració del paleta Józef Malesa sobre la seva trajectòria vital, professional i de partit. Els pares de l'heroi del document, residentsal barri de Mokotów, pertanyien al KPP. Durant la Segona Guerra Mundial l'agitador estalinista Jan Krasicki va prestar el jurament militar a l'apartament de Malesa. El mateix heroi, com va confessar, era membre del PZPR. Per l'activista del districte del partit, va ser enviat a l'escola de l'aparell ZSMP-owskiego per a Turczynek. Després del seu retorn, va ser nomenat president del ple del partit del districte d'Ochota. Com a activista, Malesa s'ha hagut d'enfrontar a opositors que condemnaven el comportament dels joves d'Europa occidental. Després de 1956 Malesa va tornar a treballar de palets.
En el document, els autors van mostrar fragments de la Desfilada del Primer de Maig a Varsòvia

## Repartiment
- Józef Malesa com ell mateix